# The Paradise Suite
Pour plus de détails, voir Fiche technique et Distribution.
The Paradise Suite est un film dramatique néerlandais réalisé par Joost van Ginkel et sorti en 2015.
Le film est sélectionné comme entrée néerlandaise pour l'Oscar du meilleur film en langue étrangère à la 88e cérémonie des Oscars qui s'est déroulée en 2016.

## Fiche technique
- Réalisateur : Joost van Ginkel
- Date de sortie : 2015

## Distribution
- Anjela Nedyalkova : Jenya
- Boris Isakovic : Ivica
- Erik Adelöw : Lukas
- Isaka Sawadogo : Yaya
- Jasna Djuricic : Seka
- Magnus Krepper : Stig
- Raymond Thiry : Maarten
- Victoria Koblenko : Ana
- Sigrid ten Napel : Antoinette
- Dragan Bakema : Milijan
- Jeroen Spitzenberger : Sven
- Yootha Wong-Loi-Sing : Nanda
- Babetida Sadjo : Angele

- Steven Aqboda : Idrissa
- Emmanuel Boafo : Mohammed
- Reinout Bussemaker : Jack
- Andre Dongelmans : Nkono
- Nanette Drazic : Teacher Lukas
- Alena Dzebo : Zina
- Hubert Fermin : Felix
- Alexandra Hong : Antonia
- Bas Keijzer : Dick
- Francois Djoks Makanga : Kolo
- Aidan Mikdad : Himself
- Zukisa E. Nante : Emanuel
- Anna-Maria Nikolaeva : Nikoleta
- Silviya Petrova : Gergana
- Philip Rachid : Assistant Milijan
- Veselin Rankov : Viktor
- Eldar Residovic : Mateja (as Eldar Reshidovic)
- Eva Röse : Julia Lindh Åberg
- Kees Scholten : Gert
- Petia Silianova : Ivanka
- Silviya Stanoeva : Violeta
- Bjorne Willemsen : vriend van Maarten

## Liens  externes
- Ressources relatives à l'audiovisuel :   - AllMovie
  - IMDb
  - LUMIERE
  - OFDb
  - Rotten Tomatoes
  - The Movie Database